# Provírus
O provírus é um genoma de vírus integrado ao DNA de uma célula hospedeira. No caso dos vírus bacterianos (bacteriófagos), os provírus são frequentemente chamados de profagos. No entanto, é importante observar que os provírus são distintamente diferentes dos profagos e esses termos não devem ser usados alternadamente. Ao contrário dos profagos, os provírus não se excluem do genoma do hospedeiro quando a célula hospedeira está "estressada".